# Cá heo Burmeister
Phocoena spinipinnis là một loài động vật có vú trong họ Phocoenidae, bộ Cetacea. Loài này được Burmeister mô tả năm 1865.

## Hình ảnh

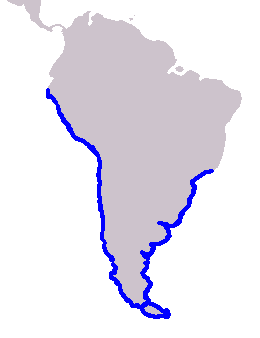
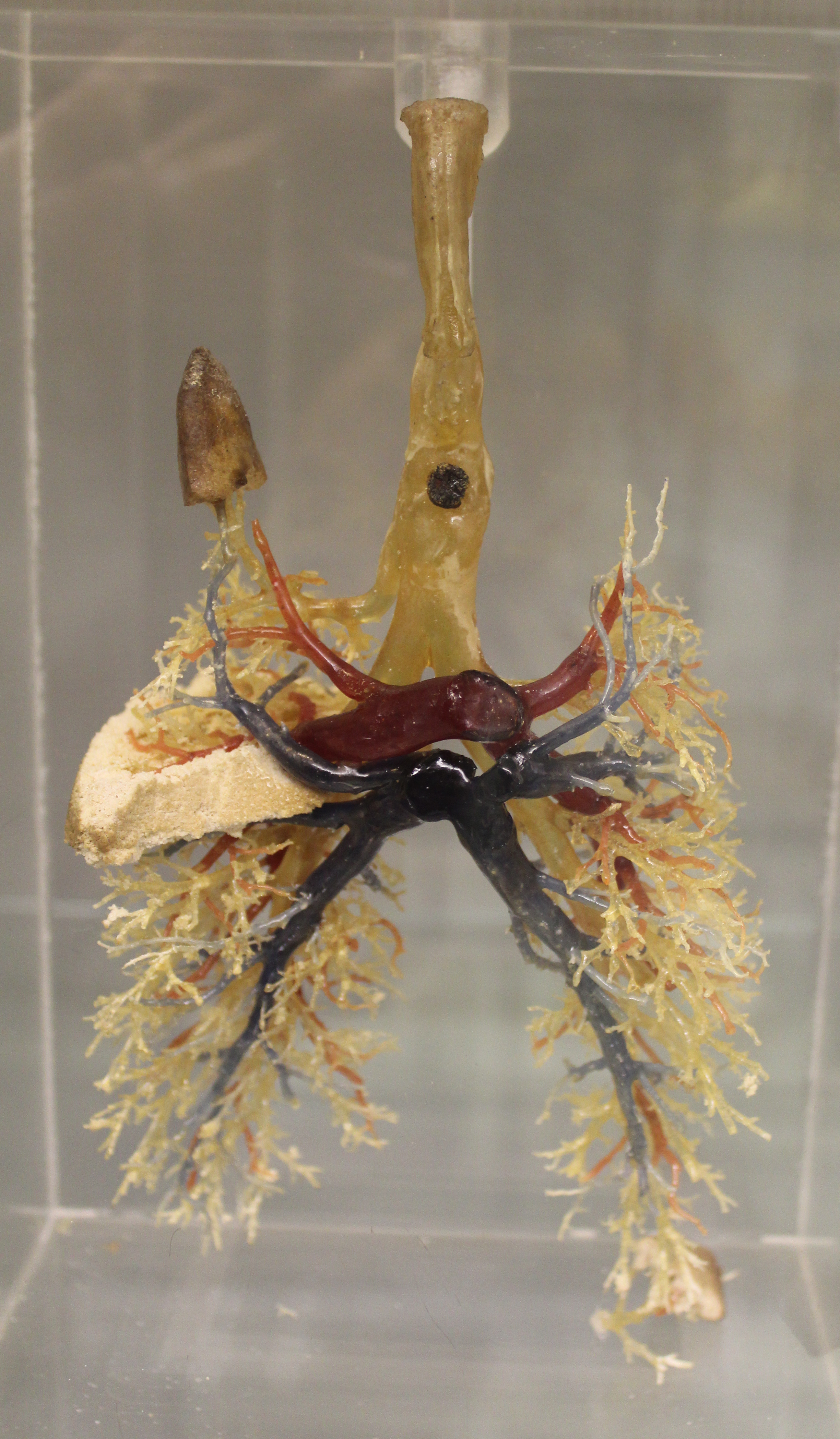
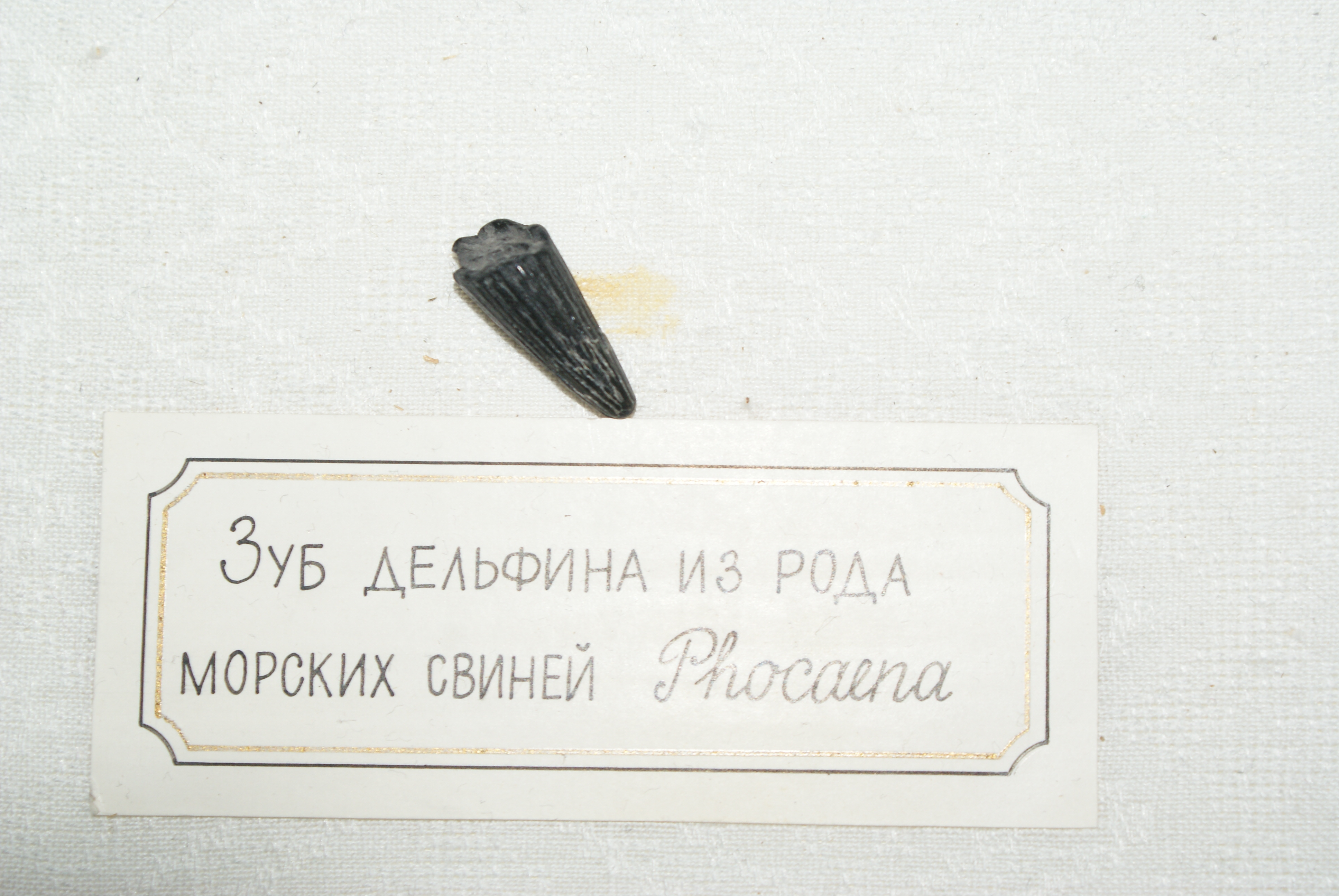